# Fyllingen Fotball
Fyllingen Fotball – norweski klub piłkarski z siedzibą w dzielnicy Bergen, Fyllingsdalen, działający w latach 1980–2011, grający niegdyś w 1. divisjon.

## Historia
Klub został założony 6 czerwca 1946 roku. W 1989 roku klub po raz pierwszy awansował do pierwszej ligi norweskiej. W najwyższej klasie rozgrywkowej spędził łącznie trzy sezony - 1990, 1991 i 1993. W 1990 roku klub awansował do finału Pucharu Norwegii, jednak uległ w nim 1:5 Rosenborgowi. W sezonie 1991/1992 klub wystąpił w rozgrywkach Pucharu Zdobywców Pucharów. W 1/32 finału uległ w dwumeczu zespołowi Atlético Madryt (0:1 oraz 2:7).
Po sezonie 2011 Fyllingen Fotball połączył się z klubem Løv-Ham Fotball tworząc FK Fyllingsdalen.

## Stadion
Domowe mecze klub rozgrywał na stadionie o nazwie Varden Amfi w Bergen, który mógł pomieścić 3,5 tys. widzów.

## Historia występów w pierwszej lidze
| Sezon | Pozycja      | M  | Pkt. | Z | R | P  | GZ | GS |
| ----- | ------------ | -- | ---- | - | - | -- | -- | -- |
| 1990  | 7.           | 22 | 28   | 7 | 7 | 8  | 23 | 30 |
| 1991  | 11. (spadek) | 22 | 25   | 6 | 7 | 9  | 21 | 21 |
| 1993  | 12. (spadek) | 22 | 17   | 4 | 5 | 13 | 21 | 55 |

## Europejskie puchary
Legenda do wszystkich tabel:
- Q – runda eliminacyjna, 1/16, 1/8, 1/4, 1/2 – odpowiednia faza rozgrywek, Grupa – runda grupowa, 1r gr – pierwsza runda grupowa, 2r gr – druga runda grupowa, F – finał, R – runda, PO – play-off
- k. – rzuty karne, los. – losowanie, Dogr. – dogrywka, w. – zasada bramek strzelonych na wyjeździe

| Sezon   | Rozgrywki                 | Runda | Przeciwnik      | Dom | Wyjazd | Łącznie |
| ------- | ------------------------- | ----- | --------------- | --- | ------ | ------- |
| 1991/92 | Puchar Zdobywców Pucharów | 1R    | Atlético Madryt | 0–1 | 2–7    | 2–8     |

## Reprezentanci kraju grający w klubie
Stan na maj 2016.
| - Hans Brandtun - Erik Huseklepp | - Per Ove Ludvigsen |